# يوم الأرصاد الجوية
يوم الأرصاد الجوية يشير إلى فترة زمنية مدتها 24 ساعة حيث تحدث جميع الملاحظات التي تخص اليوم المماثل. كما يشير أيضًا إلى مدة 08.00-08.00 (09.00 إلى 09.00 الخاصة بالتوقيت الصيفي). ورغم ذلك، ففي كثير من الأحيان، تبدأ الفترة الزمنية المقابلة من منتصف الليل إلى منتصف الليل (01.00-01.00 خلال التوقيت الصيفي).
وغالبًا ما تشير الملاحظات اليومية لدرجة الحرارة الصغرى إلى الفترة 18.00-06.00 (بالتوقيت المحلي). وهذا هو الحال، على سبيل المثال، في المملكة المتحدة.
وغالبًا ما تشير الملاحظات اليومية لدرجة الحرارة الكبرى إلى الفترة 06.00-18.00 (بالتوقيت المحلي). وهذا هو الحال، مرةً أخرى، في المملكة المتحدة.
وغالبًا ما تشير الملاحظات اليومية للهطول إلى الفترة 06.00-18.00 بالتوقيت المحلي.